# Aeroportul Sanliurfa
Aeroportul Sanliurfa (IATA: SFQ, ICAO: LTCH) este un aeroport din Provincia Șanlıurfa, Turcia ce deservește zona Şanlıurfa. A fost numit după zona deservită.
Situat la o altitudine de 452 m, aeroportul dispune de o singură pistă.